# Иван Заморано
Иван Луис Заморано Замора (шп. Iván Luis Zamorano Zamora; Сантијаго, 18. јануар 1967) је бивши чилеански фудбалски нападач. Заједно са Марселом Саласом и Елијасом Фигуероом се сматра једним од чилеанских најбољих фудбалера.
Био је члан фудбалске репрезентације Чилеа на Светском првенству 1998. Играо је за више клубова, али је најзапаженији био док је играо у Шпанији за Севиљу и Реал Мадрид, и у Италији за ФК Интер Милан. У сезони 1994/95 освојио је шпанско првенство са Реал Мадридом и био најбољи стрелац. Са Интером је освојио Куп УЕФА.
Године 2004, Заморано је изабран од стране Пелеа на листу ФИФА 100, међу 125 највећих живих фудбалера.

## Репрезентација
Заморано је дебитовао за национални тим са 20 година, 19. јуна 1987. у пријатељском мечу са Перуом, притом постигао гол у 3-1. Постигао је хет-трик 29. априла 1997. у квалификацијама за СП 1998. против Венецуеле, у мечу који је завршен 6-0. Играо је сва четири меча Чилеа на Светском првенству у Француској, а асистирао је Марселу Саласу у ремију 1-1 са Аустријом. На Олимпијским играма 2000. освојио је бронзану медаљу са државним тимом, а у мечу за 3. место и медаљу је постигао оба гола у победи 2-0 над Сједињеним Државама, и био најбољи стрелац са шест голова. Његов последњи меч за репрезентацију је био против Француске 1. септембра 2001. који је Чиле добио 2-1. Заморано је наступио 69 пута и дао 34 гола.